# Þverfell (berg i Island, Västfjordarna, lat 65,99, long -23,62)
Þverfell är ett berg i republiken Island. Det ligger i regionen Västfjordarna, i den västra delen av landet, 220 km norr om huvudstaden Reykjavík. Toppen på Þverfell är 669 meter över havet.
Trakten runt Þverfell är nära nog obefolkad, med mindre än två invånare per kvadratkilometer. Närmaste större samhälle är Suðureyri, 16,3 km norr om Þverfell. Trakten runt Þverfell består i huvudsak av gräsmarker.